# Dorial Green-Beckham
Dorial Green-Beckham (St. Louis, 12 aprile 1993) è un giocatore di football americano statunitense che milita nel ruolo di wide receiver nella National Football League (NFL). Al college aveva giocato a  football per i Sooners dell'Università dell'Oklahoma ed i Tigers dell'Università del Missouri.

## Carriera universitaria
Dopo aver giocato per la Hillcrest High School, ai tempi della quale fu premiato due volte da USA Today come High School All-American nonché eletto vincitore dell'Hall Trophy (l'equivalente dell'Heisman Trophy a livello scolastico), primo wide receiver dall'istituzione del premio, dopo aver collezionato un record nazionale a livello di high school con 6.353 yard e 75 touchdown ricevuti, Green-Beckham fu considerato da Rivals.com il miglior prospetto in assoluto della classe di reclutamento del 2012, ed il terzo sia secondo Scout.com che secondo Sporting News ed ESPN. L'analista Tom Lemming si spinse addirittura a sostenere: "Ci sono voluti 17 anni ma finalmente ho trovato un wide receiver buono tanto quanto Randy Moss. Per anni ho sostenuto che Randy Moss fosse il miglior wide receiver che avessi mai visto, e Mr. Beckham ha simili doti. Ha una grande corporatura, lunghe braccia, un tempo cronometrato sui 100 metri pari a 10"5 ed una produzione di categoria superiore. Egli è il giocatore nº 1 della nazione e sembra non avere debolezze. Sarà il più celebrato giocatore di football della nazione proveniente dall'high school.". Green-Beckham ricevette pertanto proposte da numerosi atenei tra i quali Arkansas, Oklahoma e Texas, ma alla fine scelse di rimanere vicino a casa ed optò così per Mizzou.
Nella prima stagione in forza ai Tigers, Green-Beckham prese parte ai primi 5 incontri della stagione, totalizzando 5 ricezioni per 125 yard e un touchdown (su ricezione da 80 yard contro UCF), prima di essere arrestato assieme a due compagni di squadra (il ricevitore Levi Copelin ed il linebacker Torey Boozer) per possesso di un quantitativo di marijuana inferiore ai 35 grammi. Ciò lo obbligò a saltare, per squalifica, gli incontri che vedevano Mizzou opposta prima a Vanderbilt e quindi ad Alabama. Tornato in campo nella seconda metà di stagione, egli mise a referto 21 delle sue 28 ricezioni, 267 delle sue 395 yard e 4 dei suoi 5 TD totali nelle ultime 5 gare disputate, guadagnandosi così l'inserimento nel Freshman All-American team da parte di College Football News.
Nel 2013 disputò (come titolare) tutte e 14 le gare della stagione totalizzando 883 yard e 12 touchdown e guidando i Tigers sia nel vittorioso Cotton Bowl su Oklahoma State con 4 ricezioni per 53 yard, che nel meno fortunato SEC Championship game, perso contro Auburn, in cui mise a referto 6 ricezioni per 144 yard e 2 touchdown. In questa stessa stagione Green-Beckham fu inoltre inserito dall'Associated Press nel Second team All-SEC.
Destituito da Missouri l'11 aprile 2014 per aver forzato alle 2:30 di notte l'apertura della porta dell'appartamento in cui si trovava la sua fidanzata e spinto una diciottenne (compagna di stanza della ragazza) giù per le scale, in aggiunta ai precedenti problemi per droga e nonostante non fosse stato alla fine denunciato, Green-Beckham accettò il trasferimento ad Oklahoma, ma dovette rimanere fermo per l'intera stagione 2014 a causa delle restrizioni della NCAA, che in aggiunta negò al ricevitore una deroga per poter essere regolarmente schierato in campo.

## Carriera professionistica

### Tennessee Titans

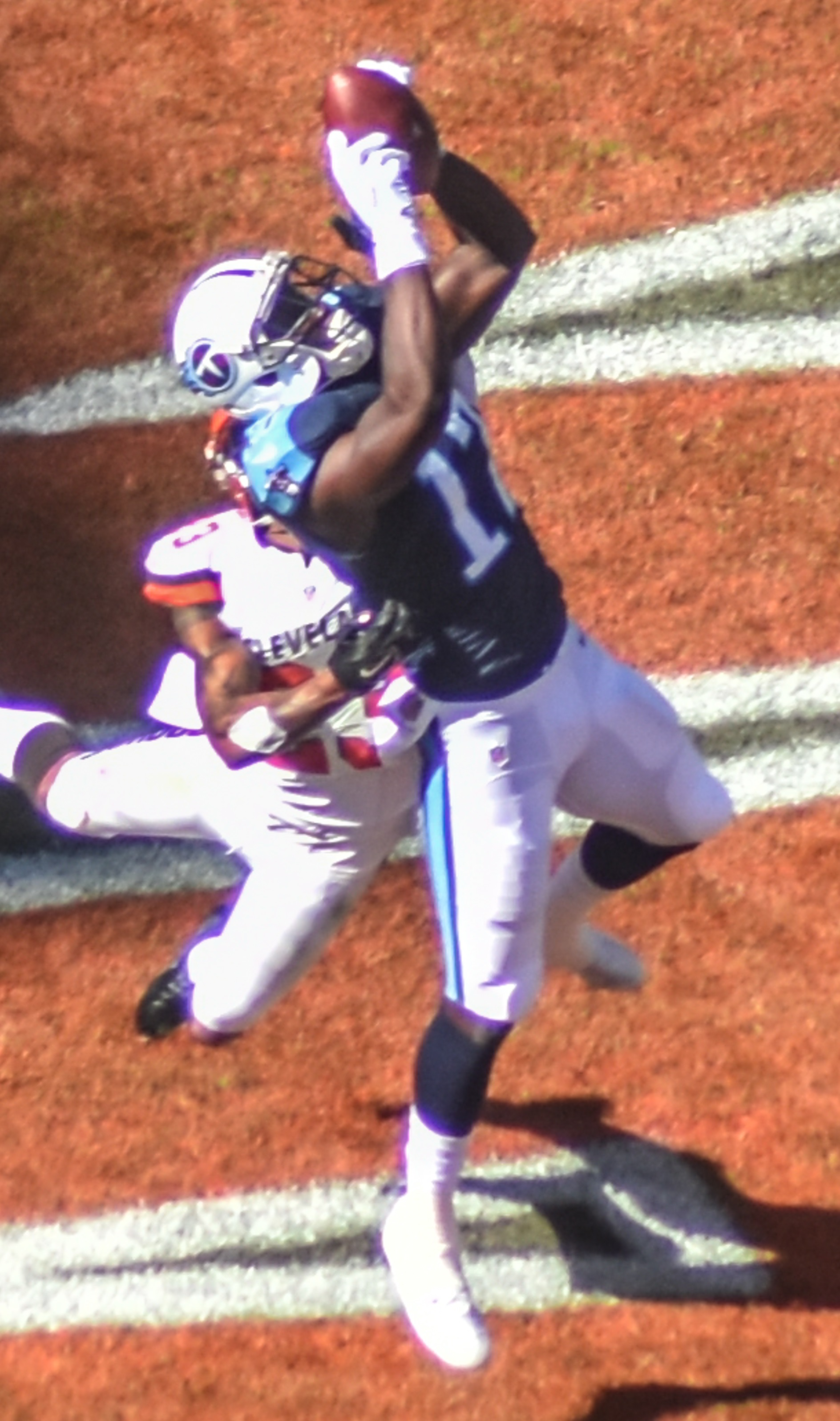
Green-Beckham mentre segna il primo touchdown in carriera

Considerato uno dei migliori ricevitori selezionabili al Draft NFL 2015 ed inserito tra i prospetti che avrebbero potuto essere selezionati durante il primo giro, Green-Beckham fu scelto nel corso del secondo giro (40º assoluto) dai Tennessee Titans. Debuttò come professionista subentrando nella gara del primo turno contro i Tampa Bay Buccaneers. Sette giorni dopo segnò il suo primo touchdown su passaggio da 13 yard del compagno rookie Marcus Mariota. La prima partita in cui superò le cento yard ricevute fu nel 13º turno in cui i Titans batterono i Jaguars. La sua annata si chiuse al secondo posto della squadra sia in yard ricevute (540) che in TD su ricezione (4), in entrambi i casi dietro a Delanie Walker.

### Philadelphia Eagles
Dopo una sola stagione, il 16 agosto 2016 Green-Beckham fu scambiato coi Philadelphia Eagles in cambiato della guardia Dennis Kelly.
Il 30 giugno 2017, Green-Beckham fu svincolato dagli Eagles.

## Palmarès

### Squadra

#### Università
- Cotton Bowl Classic: 1

Missouri Tigers: 2013

### Individuale

#### Università
- Second-team All-SEC: 1

2013
- Freshman All-American (2012)

## Statistiche

### NCAA
|          |                  |                        | Ricezioni              | Ricezioni              | Ricezioni              | Ricezioni              | Ricezioni              | Ricezioni              |
| Stagione | Squadra          | P                      | Ric                    | Yard                   | Media                  | Max                    | TD                     | Y/P                    |
| -------- | ---------------- | ---------------------- | ---------------------- | ---------------------- | ---------------------- | ---------------------- | ---------------------- | ---------------------- |
| 2012     | Missouri Tigers  | 11                     | 28                     | 395                    | 14,1                   | 80                     | 5                      | 35,9                   |
| 2013     | Missouri Tigers  | 14                     | 59                     | 883                    | 15                     | 68                     | 12                     | 63                     |
| 2014     | Oklahoma Sooners | Stagione non disputata | Stagione non disputata | Stagione non disputata | Stagione non disputata | Stagione non disputata | Stagione non disputata | Stagione non disputata |
| Totale   | Totale           | 25                     | 87                     | 1.278                  | 14,7                   | 80                     | 17                     | 51,1                   |

Fonte: NCAA.org

### NFL
| Partite totali         | 31  |
| Partite da titolare    | 12  |
| Ricezioni              | 68  |
| Yard ricevute          | 941 |
| Touchdown su ricezione | 6   |

Statistiche aggiornate alla stagione 2016